# Midtergruppen
Midtergruppen er en partigruppe i Nordisk Råd, bestående af de nordiske center-, liberale, kristendemokratiske og grønne partier. 
Gruppen er den næststørste partigruppe i rådet. Det svenske rigsdagsmedlem for Centerpartiet, Åsa Torstensson, er formand for Midtergruppen. Terhi Tikkala fra Finland er gruppens generalsekretær.

## Medlemspartier

### Danmark
- Venstre (V)
- Radikale Venstre (RV)
- Liberal Alliance (LA)
- Moderaterne (M)

### Finland
- Centerpartiet (C)
- Kristdemokraterna (KD)
- Gröna förbundet (Vihr.)
- Svenska folkpartiet i Finland (SFP)

### Island
- Framsóknarflokkurinn (F)
- Viðreisn (V)
- Miðflokkurinn (Mf)
- Flokkur fólksins (Ff)

### Norge
- Venstre (V)
- Kristelig Folkeparti (KrF)
- Senterpartiet (Sp)

### Sverige
- Centerpartiet (C)
- Liberalerna (L)
- Kristdemokraterna (KD)
- Miljöpartiet de Gröna (MP)

### Grønland
- Atassut (At)
- Demokraatit (D)
- Samarbejdspartiet (Sa)

### Færøerne
- Sjálvstýrisflokkurin (Sjfl.)
- Miðflokkurin (Mfl.)
- Sambandsflokkurin (Sb)
- Framsókn (Fr)

### Åland
- Åländsk Center (C)
- Liberalerna på Åland (Lib)
- Ålands Framtid (ÅF)
- Hållbart Initiativ (HI)

## Formænd
- Karin Söder (C) 1983-1991
- Gustav Björklund (SFP) 1989-1991
- Anneli Jäätteenmäki (C) 1991-1993
- Halldór Ásgrímsson (F) 1993-1995
- Knud Enggaard (V) 1995-1997
- Johan J. Jakobsen (KrF) 1997-2001
- Ragnwi Marcelind (KD) 2001-2003
- Jens Christian Larsen (V) 2004
- Simo Rundgren (C) 2005-2007
- Dagfinn Sundsbø (Sp) 2007-2008
- Bente Dahl (RV) 2008-2011
- Siv Friðleifsdóttir (F) 2011–2012
- Åsa Torstensson (C) 2012-

## Generalsekretærer
- Claes Wiklund, 1983-1987, Stockholm
- Håkan Ekengren, 1987-1989, Stockholm
- Martti K. Korhonen, 1989-1991, Helsinki
- Joakim Lönnroth, 1991-1993, Helsinki
- Jan Kløvstad, 1993-1996, Oslo/Göteborg
- Gunnstein Instefjord, 1996-1998, Oslo
- Marit Momrak-Wright, 1998-1999 (vik.), Oslo
- Lilian Hatling, 1999-2000 (vik.), Oslo
- Marit Momrak-Wright, 2000-2007, Oslo
- Terhi Tikkala, 2007-, Helsinki